# 拉古站
拉古站位于中华人民共和国黑龙江省牡丹江市西安区海南朝鲜族乡，是滨绥铁路上的火车站，建于1903年，由哈尔滨局集团管辖。